# Aqua Centurions
Les Aqua Centurions sont une équipe de nageurs professionnels basée à Rome, en Italie, et qui participe à l'International Swimming League depuis sa création en 2019.